# دهانی پر از پرنده
دهانی پر از پرنده (mouthful of birds) کتابی داستانی از سامانتا شوبلین نویسنده اهل آرژانتین است که در سال ۲۰۰۱ برنده کمک هزینه ملی هنر شد. او جوایز بسیاری برای داستان‌های کوتاهش دریافت کرده‌است.

## خلاصه
این کتاب شامل داستان‌های کوتاه و در عین حال عمیق و راز آلود می‌باشد که با قلمی گیرا خواننده را مسحور خود می‌کند. این کتاب جزو داستان‌هایی است که در عین جاذبه بسیار زیاد خواننده را وادار به تفکر می‌کند.

## مترجم
این کتاب در ایران توسط هاجر شکری ترجمه و انتشارات دُر قلم آن را منتشر کرده‌است.